# Wilangan (Sambit)
Wilangan is een bestuurslaag in het regentschap Ponorogo van de provincie Oost-Java, Indonesië. Wilangan telt 1264 inwoners (volkstelling 2010).